# Ralsko (Ralská pahorkatina)
Ralsko (698 m n. m., německy Rollberg) je nejvyšší vrch České tabule. Leží v okrese Česká Lípa Libereckého kraje, asi čtyři kilometry severovýchodně od města Mimoň v katastrálních území Svébořice, Noviny pod Ralskem a Vranov.
Úbočí a vrcholová část kopce jsou chráněné jako přírodní rezervace Ralsko vyhlášená na ochranu geomorfologických útvarů a na ně vázaných rostlinných společenstev. Na vrcholu stojí zřícenina hradu Ralsko, z níž je kruhový rozhled.

## Historie
V roce 2012 přešel hrad do rukou soukromého majitele, jehož záměrem bylo na vrcholu vybudovat rozhlednu a samotný vrchol zpřístupnit lanovkou. Rozhledna měla být otevřena v roce 2018. K roku 2024 nebyly dosud stavební práce započaty.

## Geomorfologické zařazení
Vrch náleží do celku Ralská pahorkatina, podcelku Zákupská pahorkatina, okrsku Cvikovská pahorkatina a podokrsku Brnišťská vrchovina, jejíž je samostatnou geomorfologickou částí.

## Popis vrchu
Na Ralsku jsou bývalé kamenolomy. Jihozápadně pod vrcholem je lom, v němž se těžilo od roku 1925 – dnes je opuštěný, zarostlý, v jeho ploše je postaven železný telekomunikační stožár.
Na severovýchodním a východním úpatí se v 70. a 80. letech 20. století těžil uran chemickou cestou.
Na severozápadním a severovýchodním úpatí vede linie množství řopíků československého opevnění vybudovaných v roce 1938.

## Ochrana přírody
Vrcholové partie jsou chráněny jako přírodní rezervace Ralsko, na jižním úbočí leží přírodní památka Vranovské skály.

## Přístup
Na vrchol hory vede turistická červeně značená stezka z Mimoně, přes Vranovské skály na Ralsko, která dále pokračuje po sestupu k severu na Stráž pod Ralskem. Nejbližší vlakové zastávky jsou v Mimoni nebo v Pertolticích pod Ralskem na železniční trati 086 z Liberce do České Lípy.

## Galerie

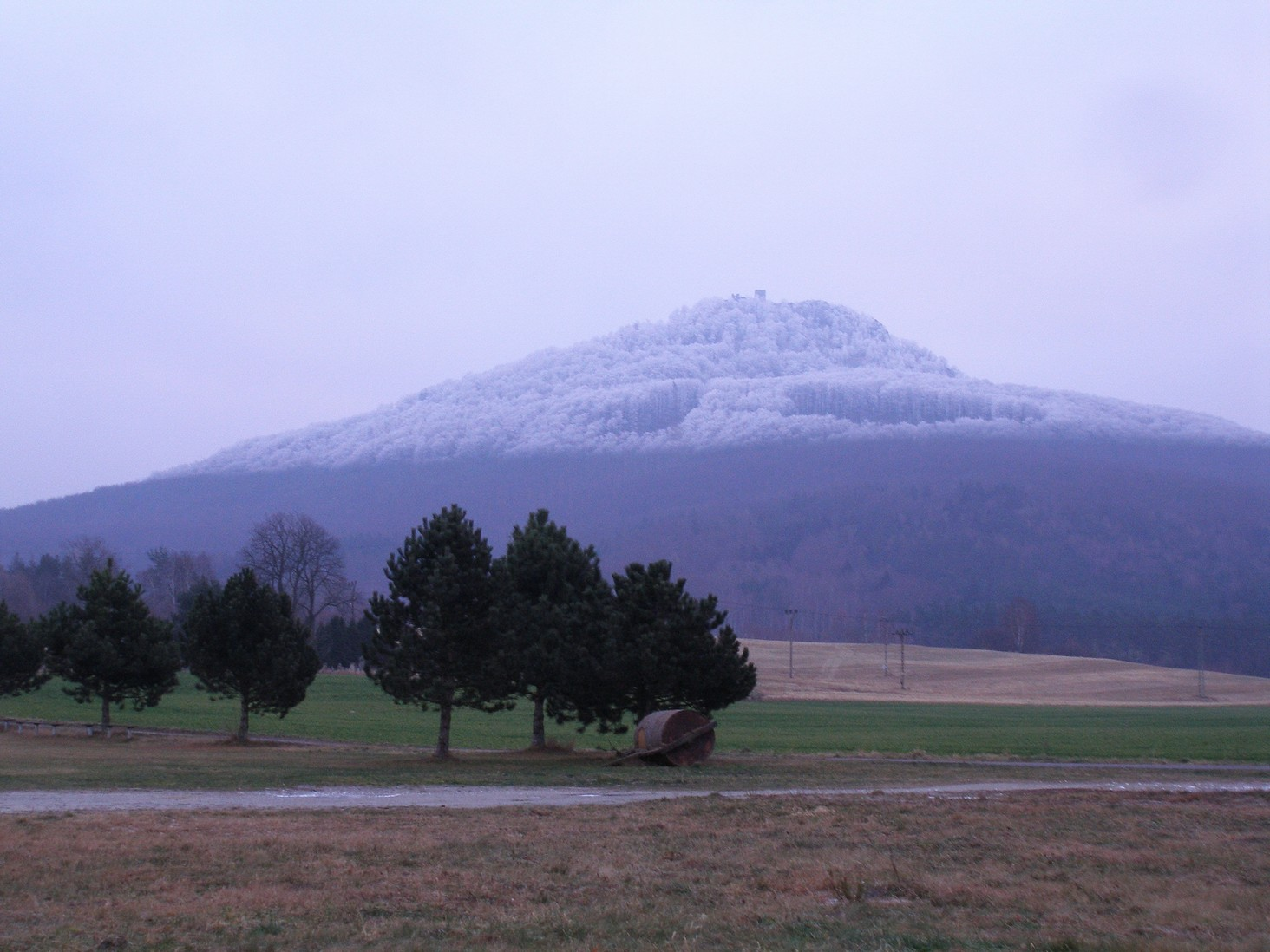
Pohled na Ralsko od Novin pod Ralskem
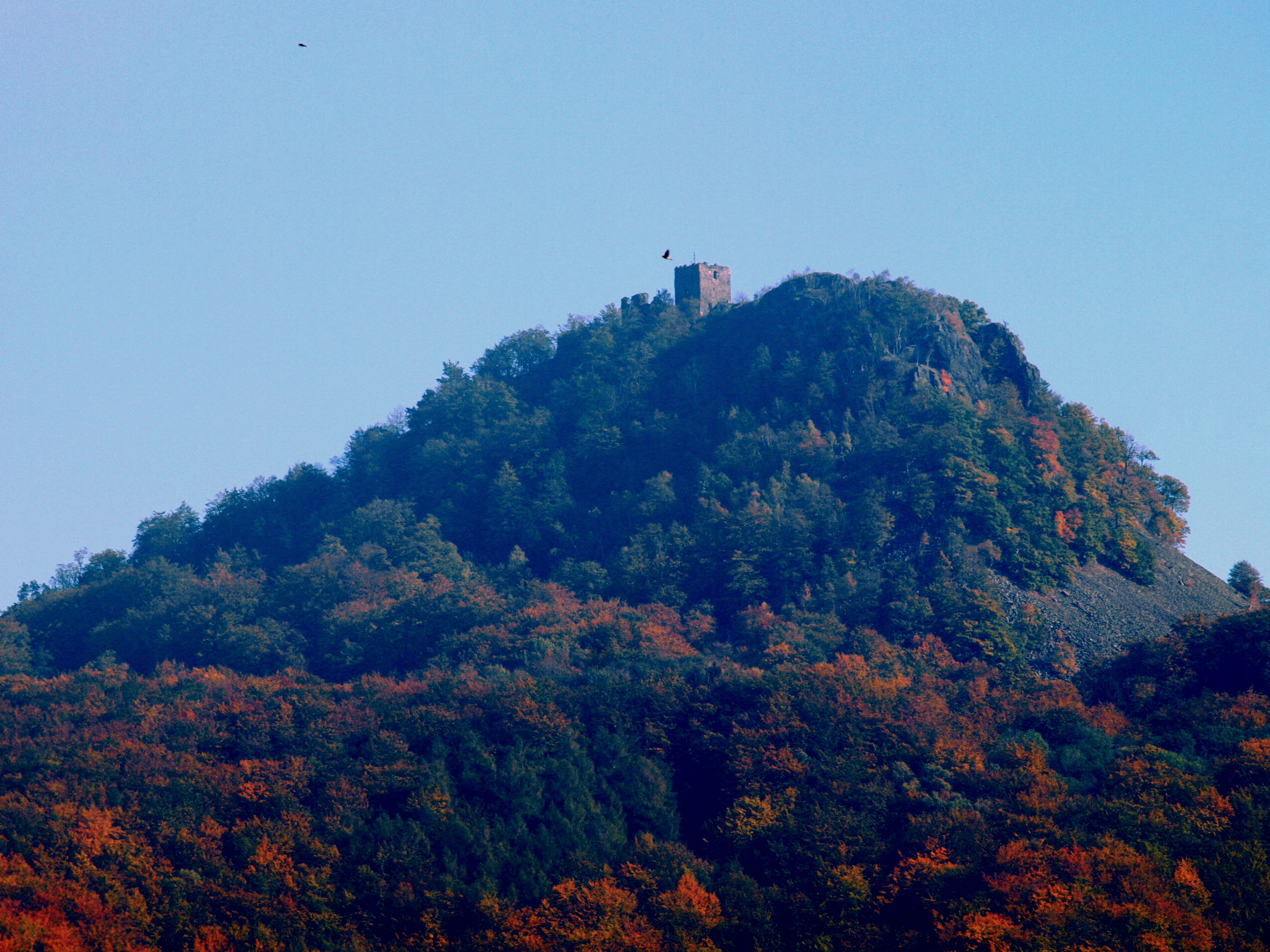
Vrchol se zříceninou hradu
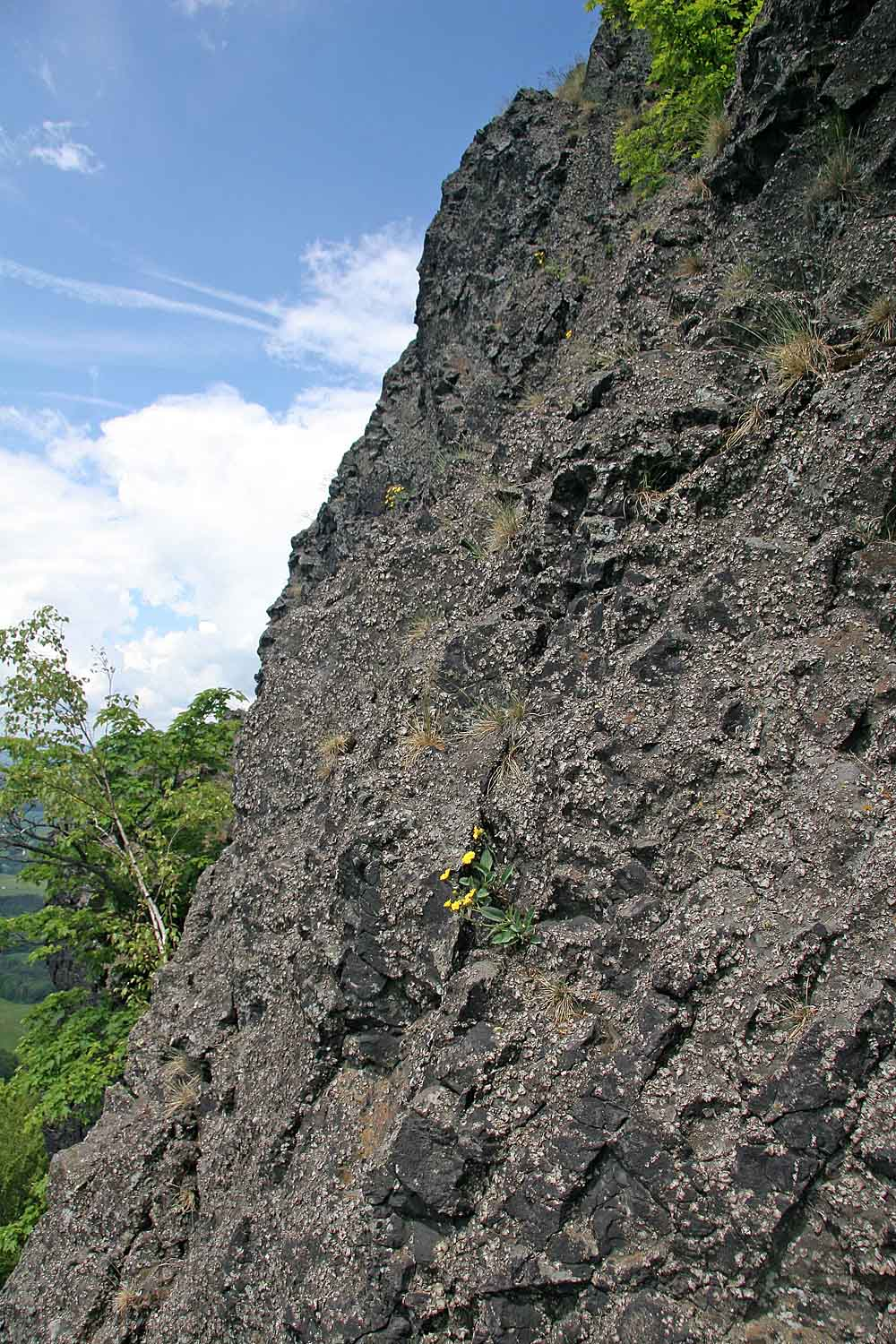
Sopečná skála u vyhlídky pod hradem
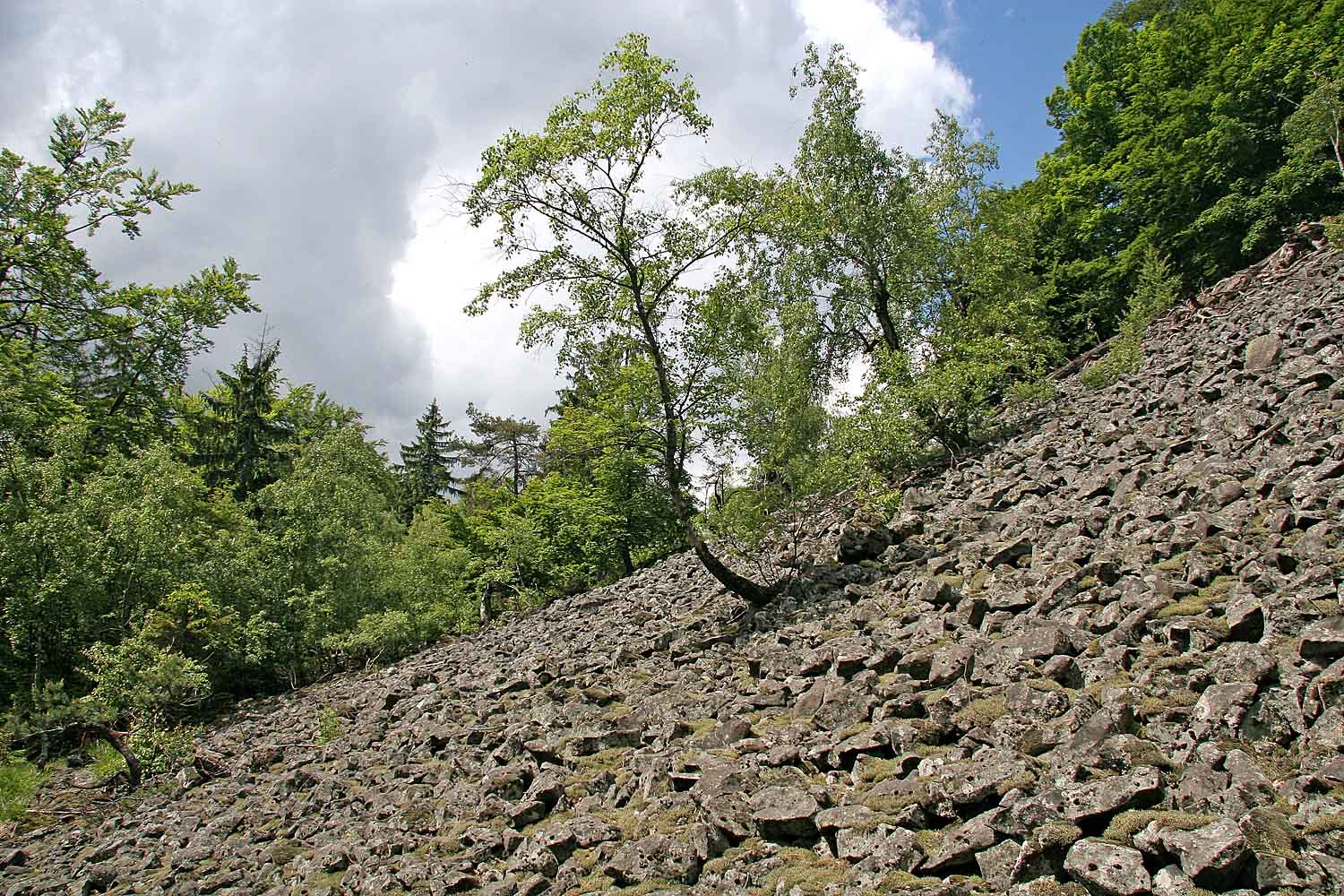
Sutě na úbočí
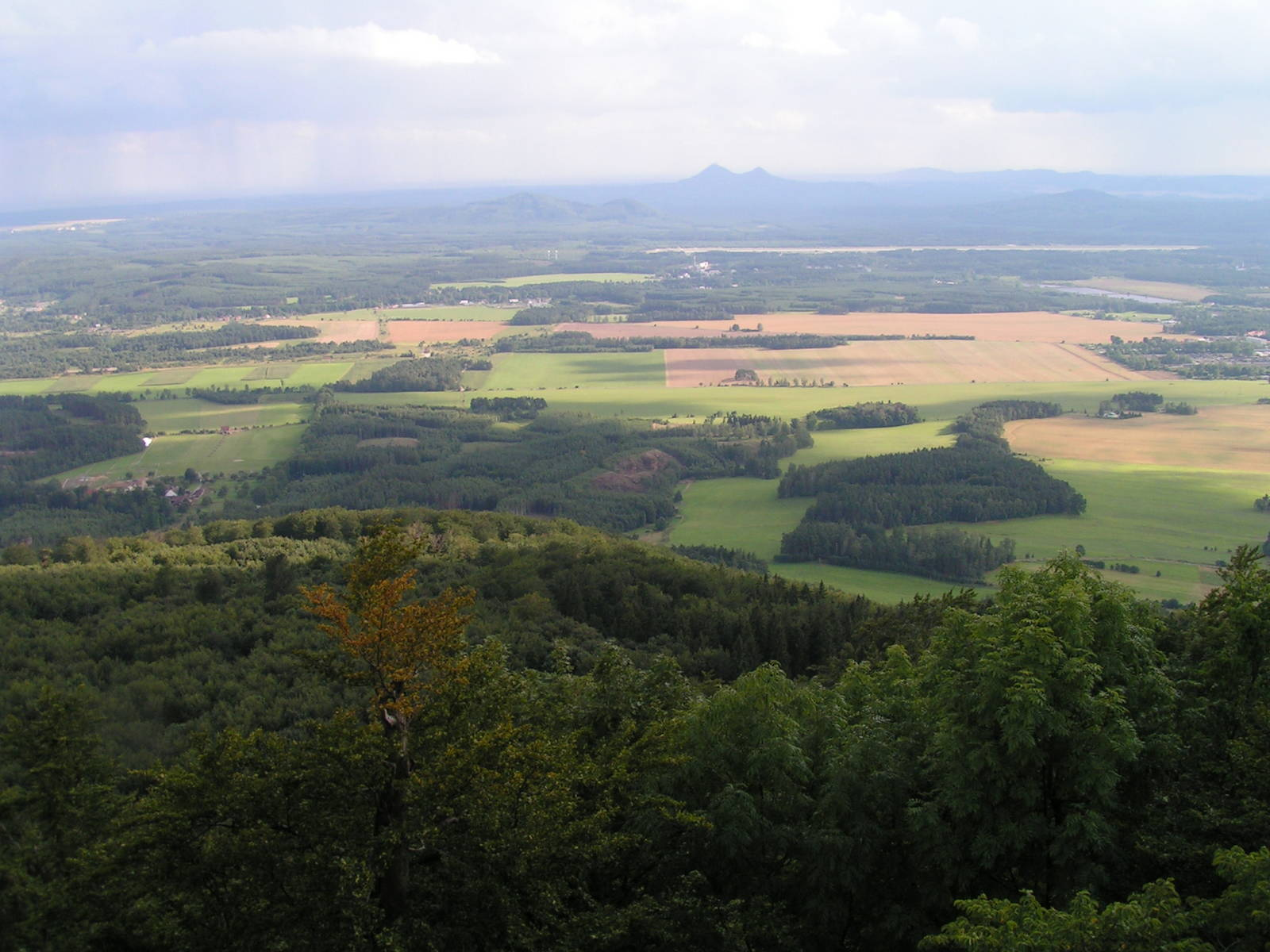
Výhled z Ralska k jihu
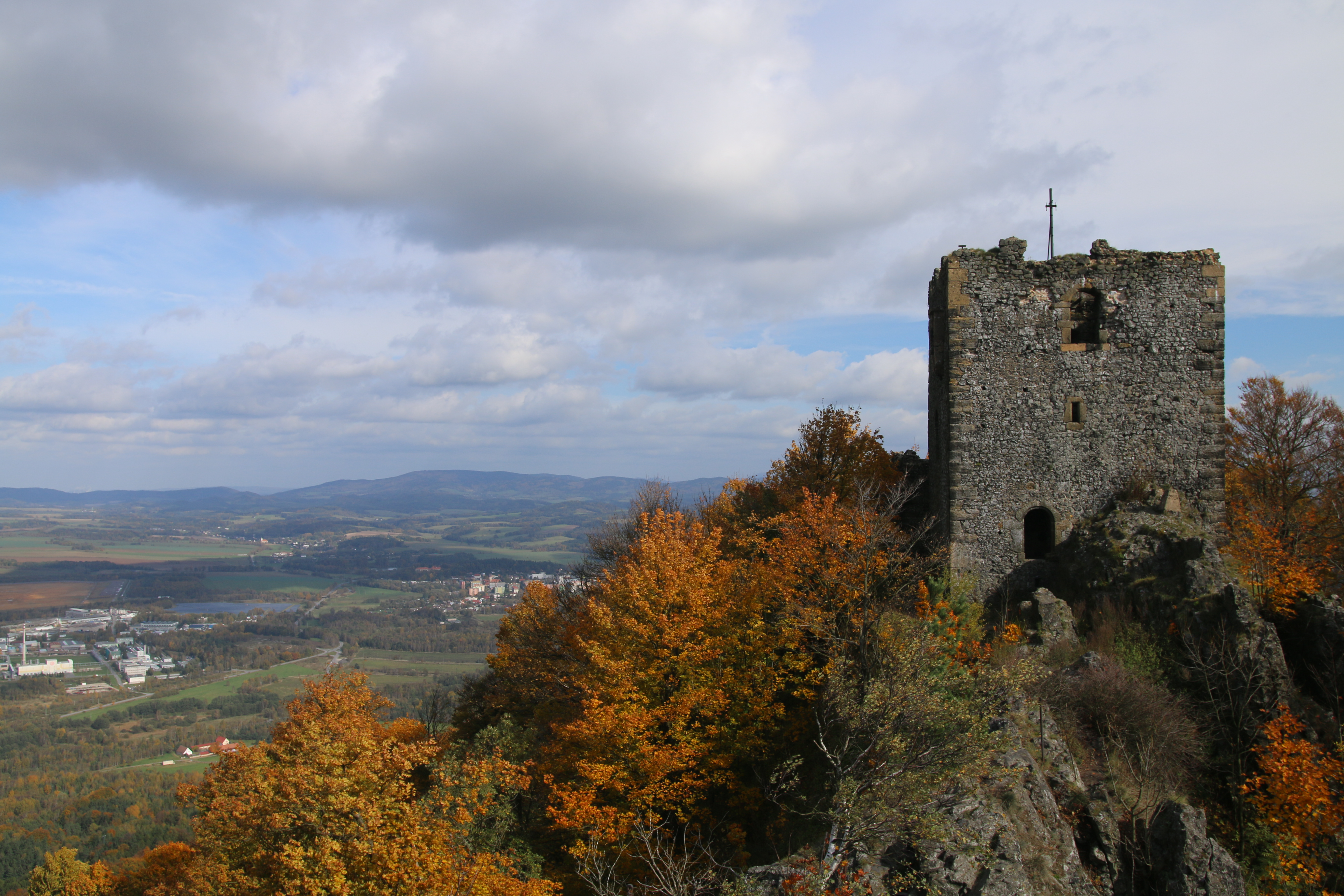
Hrad Ralsko